# جاده ای۳
جاده ای۳ (انگلیسی: A3 road) یکی از جاده‌های کشور انگلستان است.
این جاده که از سیتی لندن شروع می‌شود در پورتسموث به پایان می‌رسد، طول این جاده ۱۲۵٫۵ کیلومتر است.

## نگارخانه

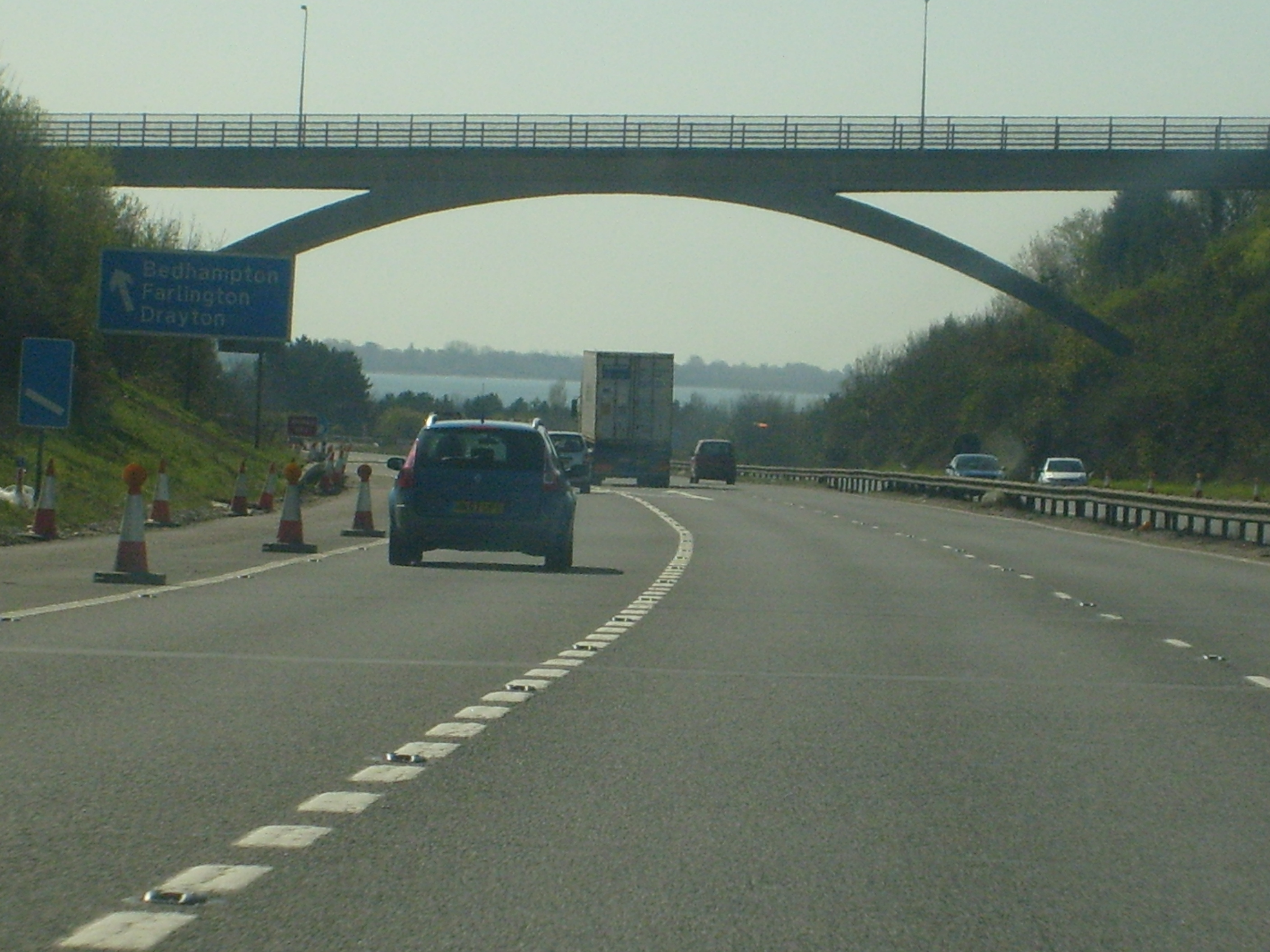
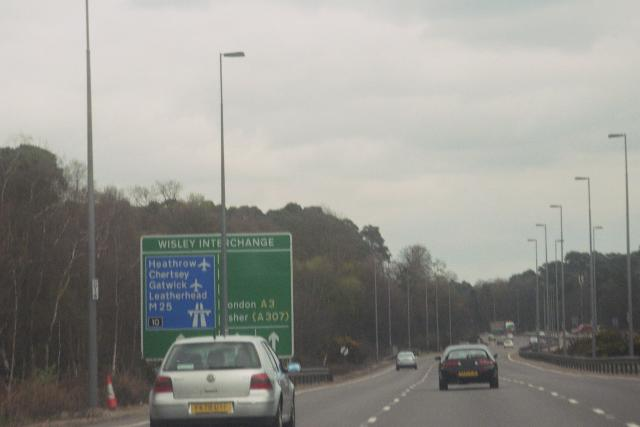
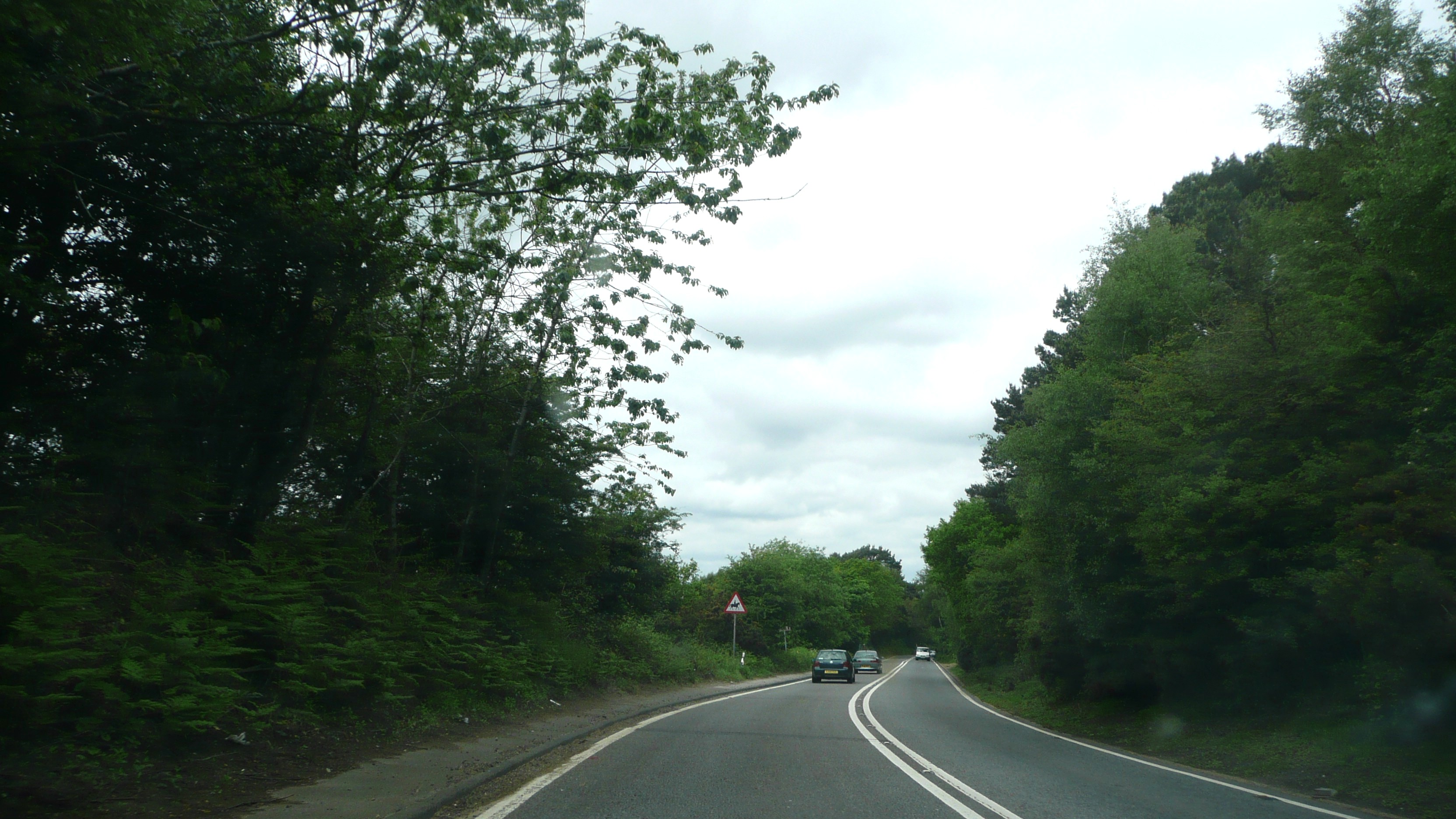
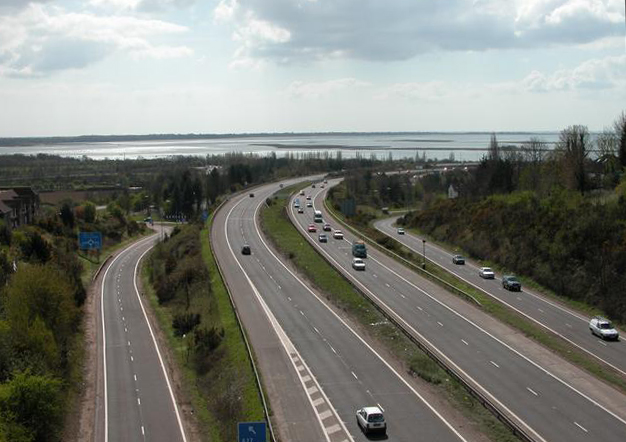